# 2010 en bande dessinée
| Années de la bande dessinée : 2007 - 2008 - 2009 - 2010 - 2011 - 2012 - 2013    |
| Décennies de la bande dessinée : 1980 - 1990 - 2000 - 2010 - 2020 - 2030 - 2040 |

Cet article présente les faits marquants de l'année 2010 en bande dessinée.

## Événements
- Le festival international de la bande dessinée d'Angoulême a eu lieu du 28 au 31 janvier 2010.
- Du 13 au 15 août : 78e Comiket à Tokyo (Japon).
- Du 29 octobre au 1er novembre : festival Comics & Games de Lucques (Italie).
- Décembre : fermeture de l'éditeur Wildstorm.
- Du 29 au 31 décembre : 79e Comiket à Tokyo (Japon).

## Nouveaux albums
Voir aussi : Albums de bande dessinée sortis en 2010

### Franco-belge
| Sortie    | Titre                                                       | Scénariste            | Dessinateur       | Coloriste           | Éditeur                    |
| --------- | ----------------------------------------------------------- | --------------------- | ----------------- | ------------------- | -------------------------- |
| janvier   | Jeremiah t. 29 : Le petit chat est mort                     | Hermann               | Hermann           | Hermann             | Dupuis                     |
| janvier   | Jérôme d'Alphagraph t. 6 : Jérôme et la route               | Nylso, Marie Saur     | Nylso, Marie Saur | Nylso, Marie Saur   | FLBLB                      |
| février   | Héloïse de Montfort                                         | Ruchard Marazano      | Alfonso Font      |                     | Glénat                     |
| avril     | Wakfu Heroes t. 1 : Le Corbeau noit                         | Tot Jean-David Morvan | Adrián            | Quadrichromie       | Ankama                     |
| avril     | La Vie secrète des jeunes t.2                               | Riad Sattouf          | Riad Sattouf      |                     | L'Association              |
| juin      | Akissi t. 1 : Attaque de chats                              | Marguerite Abouet     | Mathieu Sapin     | Clémence            | Gallimard                  |
| août      | Village toxique                                             | Grégory Jarry         | Otto T.           |                     | FLBLB                      |
| septembre | Le rêve du papillon t.1 Lapins sur la lune                  | Richard Marazano      | Luo Yin           |                     | Dargaud                    |
| septembre | Spirou et Fantasio t. 51 : Alerte aux Zorkons               | Fabien Vehlmann       | Yoann             |                     | Dupuis                     |
| septembre | Blacksad t. 4 : L’Enfer, le silence                         | Juan Díaz Canales     | Juanjo Guarnido   | Juanjo Guarnido     | Dargaud                    |
| septembre | Le Chant des Stryges t. 13 : Pouvoirs                       | Éric Corbeyran        | Richard Guérineau | Raphaël Hédon       | Delcourt                   |
| octobre   | Bernard Prince t. 18 : Menace sur le fleuve                 | Yves H.               | Hermann           | Hermann             | Le Lombard                 |
| octobre   | Des clandestins à la mer, les tribulations de Yado          | Pie Tshibanda         | Tchibemba         | Tchibemba           | Coccinelle BD              |
| octobre   | XIII Mystery t. 3 : Little Jones                            | Yann                  | Éric Henninot     |                     | Dargaud                    |
| novembre  | Thorgal t. 32 : La Bataille d'Asgard                        | Yves Sente            | Grzegorz Rosiński | Grzegorz Rosiński   | Le Lombard                 |
| novembre  | Yoko Tsuno t. 25 : La Servante de Lucifer                   | Roger Leloup          | Roger Leloup      |                     | Dupuis                     |
| novembre  | Wakfu Heroes t. 2 : Percimol                                | Max L'Herminier       | Wuye Changjie     | Quadrichromie       | Ankama Éditions            |
| novembre  | Largo Winch t. 17 : Mer Noire                               | Jean Van Hamme        | Philippe Francq   | Marie-Paule Alluard | Dupuis                     |
| novembre  | Blake et Mortimer t. 20 : La Malédiction des trente deniers | Jean Van Hamme        | Antoine Aubin     |                     | Éditions Blake et Mortimer |

### Comics
| Sortie    | Titre                                            | Scénariste                   | Dessinateur(s)                                             | Coloriste                                    | Éditeur       |
| --------- | ------------------------------------------------ | ---------------------------- | ---------------------------------------------------------- | -------------------------------------------- | ------------- |
| février   | Swamp Thing t. 1 : La Créature du marais         | Alan Moore                   | Stephen Bissette                                           | noir et blanc                                | Panini        |
| février   | Witchblade t. 4 Révélations                      | Ron Marz                     | Mike Choi                                                  | Sonia Oback                                  | Delcourt      |
| mai       | Aliens : Plus qu’humains                         | John Arcudi                  | Zach Howard, Mark Irwin, Gabriel Andrade, Marcello Mueller |                                              | Soleil        |
| mai       | Batman : Minuit à Gotham                         | Steve Niles                  | Kelley Jones                                               | Michelle Masen                               | Panini        |
| mai       | La Tour sombre t. 7                              | Robin Furth et Peter David   | Richard Isanove                                            | Richard Isanove                              | Fusion Comics |
| juin      | The Darkness t. 2 : Cœurs sombres                | Garth Ennis                  | Marc Silvestri, Joe Benitez                                | Steve Firchow                                | Delcourt      |
| juillet   | Aliens vs Predator : Troisième guerre des mondes | Randy Stradley               | Rick Leonardi, Mark Pennington                             |                                              | Soleil        |
| août      | Judge Dredd : Heavy Metal Dredd                  | John Wagner, Allan Grant     | Simon Bisley, Dean Ormston, Brendan McCarthy               | Simon Bisley, Dean Ormston, Brendan McCarthy | Soleil        |
| août      | Ultimates t. 3 : Independence Day                | Mark Millar                  | Bryan Hitch                                                |                                              | Panini        |
| septembre | Batman - Aliens                                  | Ron Marz                     | Bernie Wrightson                                           | Bernie Wrightson                             | Soleil        |
| septembre | Walking Dead t. 12 : Un monde parfait            | Robert Kirkman               | Charlie Adlard                                             | noir et blanc                                | Delcourt      |
| mai       | La Tour sombre t. 8                              | Robin Furth et Peter David   | Richard Isanove                                            | Richard Isanove                              | Fusion Comics |
| octobre   | Spider-Man Noir t. 2 : Les Yeux sans visage      | David Hine, Fabrice Sapolsky | Carmine Di Giandomenico                                    |                                              | Panini        |
| octobre   | Tank Girl t. 4 : The Odyssey                     | Peter Milligan               | Jamie Hewlett                                              |                                              | Ankama        |
| novembre  | Superman and Batman versus Aliens and Predator   | Mark Schultz                 | Ariel Olivetti                                             | Ariel Olivetti                               | Soleil        |

### Mangas
| Sortie      | Titre                  | Scénariste    | Dessinateur    | Éditeur |
| ----------- | ---------------------- | ------------- | -------------- | ------- |
| 2 juillet   | Bakuman. T.1           | Tsugumi Ōba   | Takeshi Obata  | Kana    |
| 1er octobre | Deadman Wonderland T.1 | Kazuma Kondou | Jinsei Kataoka | Kana    |

## Décès
- 2 janvier : Tibet, auteur de bande dessinée français, créateur de Ric Hochet et de Chick Bill, mort à 78 ans
- 5 janvier : Pierre Couperie, historien et théoricien de la bande dessinée, mort à l'âge de 79 ans
- 21 janvier : Jacques Martin, auteur français, créateur d'Alix et de Lefranc, mort en Suisse à l'âge de 88 ans
- 26 janvier : John Dirks, auteur de bande dessinée américain, mort à l'âge de 92 ans
- 11 février : Marvin Stein, dessinateur de comics américain, mort à l'âge de 85 ans
- 26 février : Violet Barclay, auteure de comics, morte à l'âge de 87 ans
- 6 mars : Don Sherwood, auteur de comics américain, mort à l'âge de 80 ans
- 11 mars : Turhan Selçuk, dessinateur humoristique turc, mort à l'âge de 88 ans
- 27 mars : Dick Giordano, auteur de comics, mort à l'âge de 77 ans
- 4 avril : 
  - Shio Satō, mangaka japonaise, morte à l'âge de 57 ans
  - Henry Scarpelli, dessinateur de bande dessinée américain, mort à l'âge de 79 ans
- 3 mai : Peter O'Donnell, écrivain et scénariste de comic strip anglais, mort à 90 ans
- 10 mai : Frank Frazetta, auteur de comics, mort à l'âge de 82 ans
- 16 mai : Philippe Bertrand (Linda aime l'art, Rester normal, Le Montespan…), mort à l'âge de 61 ans
- 21 mai : Howard Post, auteur de comics américain, mort à l'âge de 83 ans
- 25 mai : Gabriel Vargas, caricaturiste et auteur de bandes dessinées mexicain, mort à l'âge de 95 ans
- 29 mai : Antonio Parras, dessinateur espagnol, mort à l'âge de 81 ans
- 2 juin :
  - Antonio Parras, dessinateur espagnol installé en France, mort à l'âge de 81 ans
  - Tony DiPreta, auteur de bande dessinée américain, mort à l'âge de 88 ans
- 12 juin : Al Williamson, auteur de comics, mort à l'âge de 79 ans
- 2 juillet : Víctor de la Fuente, dessinateur de bande dessinée espagnol, mort à l'âge de 83 ans
- 12 juillet : Harvey Pekar, auteur de comics, mort à l'âge de 70 ans
- 19 juillet : Richard Langlois, auteur de bande dessinée canadien, mort à l'âge de 68 ans
- 27 juillet : André Geerts, dessinateur belge et créateur de Jojo et Mademoiselle Louise, mort à l'âge de 54 ans
- 9 août : Fernando Fernández, auteur de bande dessinée espagnol, mort à l'âge de 70 ans
- 24 août : Satoshi Kon, mangaka japonais, mort à l'âge de 46 ans
- 28 août : Roger Mas, auteur de bande dessinée français, mort à l'âge de 86 ans
- 30 septembre : Pierre Huard, critique de bande dessinée canadien, mort à l'âge de 49 ans
- 6 octobre : Piet Wijn, auteur de bande dessinée néerlandais, mort à l'âge de 81 ans
- 24 octobre : Mike Esposito, dessinateur de comics, mort à l'âge de 83 ans
- 25 octobre : Buth, auteur de bande dessinée belge néerlandophone, mort à l'âge de 91 ans
- 27 octobre : Don Donahue, éditeur de comics underground américain, mort à l'âge de 68 ans
- 30 octobre : John D'Agostino, dessinateur de comics, mort à l'âge de 81 ans
- 25 novembre : Michel Douay, auteur de bandes dessinées français, mort à l'âge de 95 ans
- 12 décembre : Marc Henniquiau, dessinateur de bande dessinée belge, mort à l'âge de 52 ans
- 14 décembre : Adrienne Roy, coloriste de bandes dessinées américaine, morte à l'âge de 57 ans